# Athabasca (rijeka)
Athabasca je najužnija velika pritoka rijeke Mackenzie u Kanadi duga 1 231 km.

## Zemljopisne karakteristike
Athabasca izvire iz Ledenjaka Kolumbija u kanadskom dijelu Stjenovitih planina na jugu Alberte. Od izvora teče u smjeru sjeveroistoka kroz Nacionalni park Jasper, gdje ima spektakularne slapove. Nakon tog zavija prema sjeverozapadu kroz čitavu Albertu do svog ušća u Jezero Athabasca gdje ima veliku deltu.
To jezero je preko Velike ropske rijeke povezano s Velikim ropskim jezerom, a preko njega i s rijekom Mackenzie i Boforovim morem.
Athabasca  sa svojim pritokama ima sliv velik oko 95 300 km², to je relativno pust kraj gustih šuma i oštre klime. U donjem dijelu toka Athabasce pored grada Fort McMurraya, leži veliko nalazište uljanih škriljaca dugo 113 km, iz kojih se preradom dobiva nafta.
Rijeka je plovna do Fort McMurraya, ali samo od svibnja do rujna, dok je zimi okovana debelim slojem leda.

## Povezane stranice
- Mackenzie
- Popis najdužih rijeka na svijetu

## Vanjske poveznice
- Athabasca River na portalu Encyclopædia Britannica (engl.)